# Patricia Medinová
Patricia Paz Maria Medinová (nepřechýleně Medina; 19. července 1919 – 28. dubna 2012) byla britská herečka.

## Život

### Mládí
Narodila se 19. července 1919 v Britském Liverpoolu. Její otec Laureano Ramón Medina Nebot byl španělský právník a operní pěvec z Kanárských ostrovů a její matka Edith May Strode pocházela z Anglie. Patricia měla také dvě sestry; Piti a Gloriu, se kterými vyrůstala v londýnské čtvrti Stanmore.

### Kariéra
Debutovala malou rolí ve filmu Večeře v Ritzu v roce 1937 a o pět let později se během natáčení snímku Crook's Tour (1941) seznámila s hercem a následně se svým manželem Richardem Greenem. Na štědrý den téhož roku se vzali. Během 40. let se objevila ještě v dalších 14 filmech, mezi které patří například muzikál Waltz Time (1945), Kiss the Bride Goodbye (1945) či dobrodružné drama The Three Musketeers (1948), kde se představila jako půvabná Kitty.
Na konci dekády také odcestovala se svým manželem do Hollywoodu, kde podepsala smlouvu se studiem 20th Century Fox. Její manžel však takové štěstí neměl, a to i přesto, že ho před deseti lety táž společnost přijala. Z důvodu jeho odchodu do Británie a plnění vlastenecké povinnosti během druhé světové války, kvůli které musel přerušit smlouvu, ho společnost odmítla znovu přijmout. Nakonec se mu však podařilo prorazit do filmů studií Metro-Goldwyn-Mayer i RKO Pictures. V roce 1951 se však manželé rozvedli a Richard se vrátil zpět do Anglie.
Patricia však v Americe zůstala a během 50. let se objevila v několika hlavních rolích, jako například ve filmech The Lady and the Bandit (1951), Lady in the Iron Mask (1952) či Captain Pirate (1952).
Pro svou temnou krásu byla často obsazována do spousty melodramat, mezi které patří mj. např. The Black Knight (1954) nebo Pan Arkadin – Důvěrná zpráva (1955). Koncem dekády však její kariéra však začala upadat, a od počátku 60. let se proto začala angažovat i v mnoha seriálech či televizních filmech.
Po boku svého druhého manžela Josepha Cottena v roce 1962 debutovala i v divadelní hře Vypočítaná rizika. Jejím posledním hereckým počinem se stal dramatický snímek El Llanto de los pobres (1978).
V roce 1998 vydala autobiografickou knihu Laid Back in Hollywood.

### Osobní život
Dne 24. prosince 1941 se provdala za britského herce Richarda Greena, se kterým žila 10 let až do rozvodu v roce 1951. O devět let později se vdala podruhé; za Josepha Cottena. Ani z jednoho manželství však neměla žádné děti.
Patricia Medinová zemřela přirozenou smrtí 28. dubna 2012 v nemocnici Barlow Respiratory Hospital v Los Angeles.

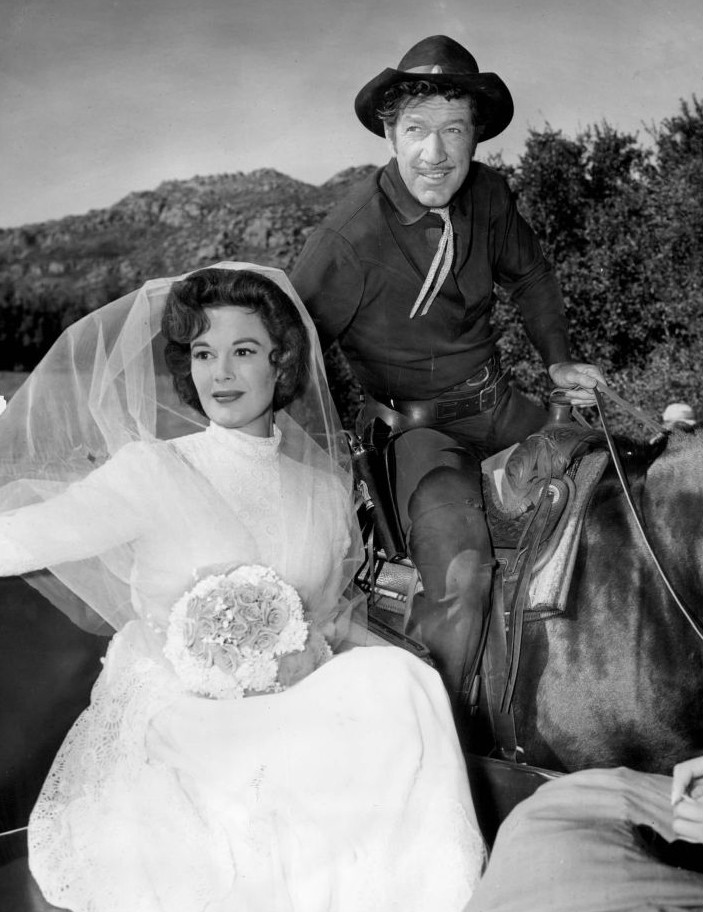
S Richard Boonem ve seriálu Have Gun – Will Travel (1957)

## Filmografie (výběr)
- 1938 Double or Quits (režie Roy William Neill)
- 1943 Setkání ve tmě (režie Karel Lamač)
- 1945 Waltz Time (režie Paul L. Stein)
- 1945 Kiss the Bride Goodbye (režie Paul L. Stein)
- 1949 The Fighting O'Flynn (režie Arthur Pierson)
- 1949 Children of Chance (režie Luigi Zampa)
- 1950 Francis (režie Arthur Lubin)
- 1950 Fortunes of Captain Blood (režie Gordon Douglas)
- 1950 Abbott and Costello in the Foreign Legion (režie Charles Lamont)
- 1951 The Lady and the Bandit (režie Ralph Murphy)
- 1951 The Magic Carpet (režie Lew Landers)
- 1952 Aladdin and His Lamp (režie Lew Landers)
- 1952 Lady in the Iron Mask (režie Ralph Murphy)
- 1952 Captain Pirate (režie Ralph Murphy)
- 1952 Desperate Search (režie Joseph H. Lewis)
- 1953 Siren of Bagdad (režie Richard Quine)
- 1953 Plunder of the Sun (režie John Farrow)
- 1954 Drums of Tahiti (režie William Castle)
- 1954 The Black Knight (režie Tay Garnett)
- 1955 Pirates of Tripoli (režie Felix E. Feist)
- 1955 Pan Arkadin – Důvěrná zpráva (režie Orson Welles)
- 1955 Duel on the Mississippi (režie William Castle)
- 1955 Il Mantello rosso (režie Giuseppe Maria Scotese)
- 1955 Uranium Boom (režie William Castle)
- 1956 Příšera z hor (režie Ismael Rodríguez a Edward Nassour)
- 1956 Miami Expose (režie Fred F. Sears)
- 1957 The Buckskin Lady (režie Carl K. Hittleman)
- 1958 Battle of the V-1 (režie Vernon Sewell)